# Sundamys infraluteus
Sundamys infraluteus  (Thomas, 1888) è un roditore della famiglia dei Muridi endemico di Sumatra e del Borneo.

## Descrizione

### Dimensioni
Roditore di grandi dimensioni, con la lunghezza della testa e del corpo tra 226 e 295 mm, la lunghezza della coda tra 260 e 343 mm, la lunghezza del piede tra 52 e 61 mm, la lunghezza delle orecchie tra 22 e 29 mm e un peso fino a 600 g.

### Aspetto
La pelliccia è lunga, densa e arruffata. Le parti superiori sono marrone scuro, cosparse di peli giallastri lungo i fianchi e sulle spalle e di lunghi peli nerastri sul dorso, il mento è marrone scuro, mentre le parti ventrali sono grigie con dei riflessi giallastro chiari. Le orecchie sono relativamente piccole, marroni scure e ricoperte da pochi peli sparsi. Le parti dorsali delle zampe sono marrone scuro. La coda è più lunga della testa e del corpo, è uniformemente marrone scuro ed è rivestita da 8-9 anelli di scaglie per centimetro. Le femmine hanno un paio di mammelle post-ascellari e due paia inguinali.

## Biologia

### Comportamento
È una specie terricola.

## Distribuzione e habitat
Questa specie è diffusa nelle zone montagnose di Sumatra e del Borneo.
Vive nelle foreste primarie, nei querceti e nelle foreste muschiose tra 700 e 2.930 metri di altitudine.

## Conservazione
La IUCN Red List, considerato il vasto areale, la popolazione numerosa e la presenza in diverse aree protette, classifica S.infraluteus come specie a rischio minimo (Least Concern).